# Phyllodoce groenlandica
Phyllodoce groenlandica är en ringmaskart som beskrevs av Anders Sandoe Oersted 1842. Phyllodoce groenlandica ingår i släktet Phyllodoce och familjen Phyllodocidae. Arten är reproducerande i Sverige. Inga underarter finns listade i Catalogue of Life.